# Maninghen-Henne
Maninghen-Henne é uma comuna francesa na região administrativa de Altos da França, no departamento de Pas-de-Calais. Estende-se por uma área de 3,99 km². Em 2010 a comuna tinha 320 habitantes (densidade: 80,2 hab./km²).